# 富山農政事務所
富山農政事務所（とやまのうせいじむしょ）は、農林水産省の地方支分部局である北陸農政局の出先機関だった。
2011年9月1日施行の「農林水産省設置法の一部を改正する法律」によって廃止された。

## 組織
- 富山地域センター（富山市牛島新町　富山地方合同庁舎）

## 管内事務所
- 常願寺川沿岸農地防災事業所 （富山市黒崎） 
  - 常願寺川沿岸農地防災事業所